# Апт, Милберн
Милберн Апт (англ. Milburn Apt, полное имя Milburn Grant «Mel» Apt; 1924—1956) — пилот ВВС США, лётчик-испытатель.
Первый в мире пилот, превысивший скорость 3 маха.

## Биография
Родился 9 апреля 1924 года в городе Буффало, штат Канзас, был третьим ребёнком в семье фермера Оли Глена Апта (англ. Oley Glen Apt, 1891—1975) и Ады Уилоуби Апт (англ. Ada Willoughby Apt, 1896—1987).
В 1942 году окончил школу в Баффало и сразу поступил на службу в ВВС США. Был направлен в лётную школу, которую окончил в феврале 1944 года. После этого служил в Карибском командовании обороны (англ. Caribbean Defense Command) до июня 1946 года, в боевых действиях Второй мировой войны участия не принимал. Затем обучался в Канзасском университете, где в 1951 году получил диплом по его окончании и степень бакалавра наук, а также степень бакалавра в области аэрокосмической техники Технологического института ВВС. В феврале 1950 года лейтенант Апт, тогда находившийся на базе ВВС Уильямс, штат Аризона, женился на мисс Фэй Лорри Бейкер из Феникса. Затем он окончил Школу летчиков-испытателей ВВС США на авиабазе Эдвардс (англ. Class 54B) в сентябре 1954 года.
22 декабря 1954 года на базе ВВС Эдвардс в пустыне южной Калифорнии Апт спас лётчика-испытателя Ричарда Джеймса Харера, которого сопровождал во время испытаний тормозного парашюта. Во время полёта Харер парашютная система торможения не сработала, при посадке самолёт потерпел крушение и загорелся. Апт быстро посадил свой самолёт и, разбив горящую кабину, вытащил Джеймса (в результате аварии пилот потерял ноги, но остался жив). За проявленный героизм капитан Мел Апт был награждён Солдатской медалью — высшей наградой личного состава армии и ВВС за доблесть в небоевой обстановке.
27 сентября 1956 года Милберн Апт погиб в своём тринадцатом испытательном полёте и первом — на экспериментальном самолёте Bell X-2. X-2 был запущен с бомбардировщика B-50 над пустыней Мохаве в Калифорнии. Лётчик установил рекордную скорость в 3377 км/ч (3,196 маха) на высоте 19 977 метров и стал первым человеком, который летал со скоростью, превышающей скорость звука в три раза. Последующая потеря самолётом контроля из-за инерционной связи привела к смерти Апта — пилот катапультировался, но у спасательной капсулы не раскрылся основной парашют. Апт не смог выбраться до того, как она упала на землю. Он умер при ударе. Пилот-испытатель получил Крест за выдающиеся заслуги перед ВВС США.
Апт был похоронен в родном городе Буффало, штат Канзас.
У него остались жена и две дочери. Одна из дочерей — Шарман Апт Рассел, стала писательницей.